# Catillaria subviridis
Catillaria subviridis är en lavart som först beskrevs av William Nylander och som fick sitt nu gällande namn av Alexander Zahlbruckner. 
Catillaria subviridis ingår i släktet Catillaria och familjen Catillariaceae. Inga underarter finns listade i Catalogue of Life.